# Steve Jurczyk
Steve Jurczyk, né le 20 février 1962 à New York (État de New York) et mort le 23 novembre 2023 à Fredericksburg en Virginie, est un ingénieur américain. 
Il est administrateur associé de la NASA à partir de mai 2018 et, à ce titre, exerce les fonctions d'administrateur de la NASA par intérim du 20 janvier au 3 mai 2021.

## Biographie

### Formation
Steve Jurczyk obtient un baccalauréat universitaire en sciences en 1984, puis une maîtrise universitaire en sciences en 1986, tous deux en ingénierie électrique à l'université de Virginie.

### Carrière professionnelle
Steve Jurczyk commence sa carrière à la NASA en 1988 au centre de recherche Langley destiné à la recherche aéronautique ainsi qu'aux missions scientifiques et d'exploration spatiale de l'agence. 
Il y travaille tout d'abord dans la branche des systèmes électroniques en tant qu'ingénieur chargé de la conception, des tests et de l'intégration de systèmes d'étude de la Terre depuis l'espace. De 2002 à 2004, il est directeur de l'ingénierie puis, de 2004 à 2006, il est directeur de la recherche et de la technologie. En août 2006, il est nommé directeur adjoint du centre de recherche de Langley, puis il en devient le directeur en mai 2014. En juin 2015, il est nommé administrateur adjoint de la Direction des technologies spatiales de la NASA, chargée du développement de nouvelles technologies pour l'exploration robotique et habitée du système solaire. À partir de mai 2018, il devient administrateur associé de la NASA, la plus haute position au sein de l'agence, qui ne demande pas une nomination de la part du président des États-Unis ni une confirmation par le Sénat des États-Unis. Après l'élection de Joe Biden comme président des États-Unis, l'administrateur de la NASA Jim Bridenstine et l'administrateur adjoint James Morhard démissionnent le 20 janvier 2021. Steve Jurczyk devient alors administrateur de la NASA par intérim.
Il prend sa retraite et quitte la NASA le 14 mai 2021. Il est remplacé par Robert D. Cabana.

### Mort
Steve Jurczyk meurt le 23 novembre 2023 d'un cancer du pancréas .

## Distinctions
Steve Jurczyk reçoit plusieurs distinctions au cours de sa carrière dont :
- 2 NASA Outstanding Leadership Medals
- Presidential Rank Award for Meritorious Executive en 2006
- Presidential Rank Award for Distinguished Executive en 2016